# USS LST-609
O USS LST-609 foi um navio de guerra norte-americano da classe LST que operou durante a Segunda Guerra Mundial.